# 劉芳 (北魏)
劉 芳（りゅう ほう、453年 - 513年）は、中国の南北朝時代の官僚・儒学者・音韻学者。字は伯文。本貫は彭城郡彭城県叢亭里。

## 経歴
後漢の劉愷の末裔とされ、六世の祖の劉訥（劉隗の伯父）は西晋の司隷校尉をつとめた。祖父の劉該は南朝宋の征虜将軍・青徐二州刺史となり、父の劉邕は南朝宋の兗州長史となった。
劉芳は家を出て伯父の劉遜之の後嗣となった。454年（孝建元年）、劉邕が劉義宣の乱に同調し、彭城で亡くなった。劉芳は伯母の房氏に従って青州に逃亡したが、赦免された。舅の元慶が南朝宋の青州刺史沈文秀の下で建威府司馬をつとめていたが、沈文秀に殺害された。劉芳は母とともに梁鄒城に入った。467年（皇興元年）に北魏の慕容白曜が青州や斉州を攻撃すると、翌年に梁鄒城は北魏に降り、劉芳は北方に移されて平斉郡の民とされた。劉芳の祖母は崔浩のおばだったことから、劉芳は平城に入って崔氏を頼ったが、門前払いにされた。劉芳は窮乏した生活の中でも志操を守って読書し学問してやまなかった。
劉芳は僧侶に雇われて写経の仕事をしており、その筆跡が優れていたため、徳学の大僧とも往来があった。ときに南方出身の僧の恵度が事件により責めに遭い、ほどなく亡くなったが、劉芳はこのことに関わっていたことから文明太后に知られて禁中に召し出され、鞭罰100を受けた。中官の李豊が事件の始末にあたっていたが、劉芳の学問と志行を太后に言上した。483年（太和7年）、南朝斉から劉纘が使節として北魏に来朝したが、劉纘は劉芳の族兄であったことから、劉芳は兼主客郎に抜擢され、劉纘の応接にあたった。まもなく中書博士に任じられた。
後に劉芳は邢産とともに皇太子元恂に経を講義し、太子庶子・員外散騎常侍となった。孝文帝は元恂のために劉芳の娘を妃に迎えようとしたが、劉芳は年齢が釣り合っていないと断った。孝文帝はさらにその一族の娘を推挙するよう劉芳に命じたため、劉芳は族子の劉長文の娘を推挙した。孝文帝は元恂の左孺子としてこの娘を迎えさせた。
孝文帝に従って洛陽に赴くと、その道中と平城への帰還のあいだ、帝のそばに侍って講読をつとめた。劉芳は博覧強記で経典の解釈に詳しく、音訓を最も得意とした。孝文帝の礼遇は日増しに丁重になり、正式に員外散騎常侍の位を受けた。まもなく通直散騎常侍を兼ね、孝文帝の南巡に従った。まもなく正式に通直散騎常侍の位を受けた。493年（太和17年）、孝文帝が群臣を華林に招いて宴会を開くと、劉芳は古代に男子が婦人の笄を着けたことにについて王粛と論争した。
孝文帝が洛陽に遷都するにあたって、朝歌に立ち寄り、殷の比干墓に参拝した。帝は比干の横死を悼んで、文章を作って弔った。劉芳はこれに注解をつけて上表した。孝文帝は劉芳が経学に詳しいことから、国子祭酒に抜擢した。ときに母が死去したため、劉芳は辞職して喪に服した。497年（太和21年）、劉芳は輔国将軍・太尉長史として再起用され、咸陽王元禧の下で南陽への攻撃に従軍した。498年（太和22年）、斉の将軍の裴叔業が徐州を攻撃してくると、劉芳は散騎常侍・国子祭酒・徐州大中正とされ、行徐州事をつとめた。499年（太和23年）、侍中に転じ、孝文帝に従って馬圏まで遠征した。孝文帝が死去し、宣武帝が即位するにあたって、劉芳は新帝に袞冕を着せる役目をつとめた。孝文帝の葬儀の手順は劉芳の定めたものであった。南徐州刺史の沈陵がそむき、徐州で洪水が起こると、劉芳は徐州に派遣されて民心の撫慰にあたった。まもなく国子祭酒・徐州大中正のまま正式に侍中となった。
劉芳は国子祭酒のまま中書令に転じた。安東将軍・青州刺史に任じられて出向した。その統治は柔弱で盗人を禁圧することができなかったが、清廉につとめて公私の別を守った。任期を終えて洛陽に帰り、律令改定の議論に参加した。後に太常卿に転じた。劉芳は五郊の置かれた位置や城里の数が礼と相違していると宣武帝に上疏したが、宣武帝は先帝の置いたものであるとして、しりぞけた。崔光は中書監の位を劉芳に与えたいと上表したが、宣武帝は許可しなかった。
513年（延昌2年）、劉芳は死去した。享年は61。鎮東将軍・徐州刺史の位を追贈された。諡は文貞といった。編著に『鄭玄所注周官儀礼音』1巻、『干宝所注周官音』1巻、『王粛所注尚書音』1巻、『何休所注公羊音』1巻、『范寧所注穀梁音』1巻、『韋昭所注国語音』1巻、『范曄後漢書音』1巻、『弁類』3巻、『徐州人地録』40巻、『急就篇続注音義証』3巻、『毛詩箋音義証』10巻、『礼記義証』10巻、『周官義証』5巻、『儀礼義証』5巻があった。

## 子女
- 劉懌（長男、字は祖欣。徐州別駕・兗州左軍府長史・司空諮議参軍を歴任した。通直散騎常侍・徐州大中正・行郢州事に転じた。まもなく安南将軍・大司農卿となった。死去すると、鎮東将軍・徐州刺史の位を追贈され、諡は簡といった。子がなく、弟の劉廞の三男の劉㻐が後を嗣いだ）
- 劉廞（字は景興）
- 劉悦（永安年間に開府記室となった）
- 劉戫（武定年間に鎮南将軍・金紫光禄大夫となった）
- 劉粋（徐州別駕・朱衣直閤。兄の劉廞が殺されると、劉粋は部曲を集めて、兗州刺史の樊子鵠のもとに行き、西魏に呼応しようと図ったが、敗死した）

## 伝記資料
- 『魏書』巻55 列伝第43
- 『北史』巻42 列伝第30